# Mathare Valley

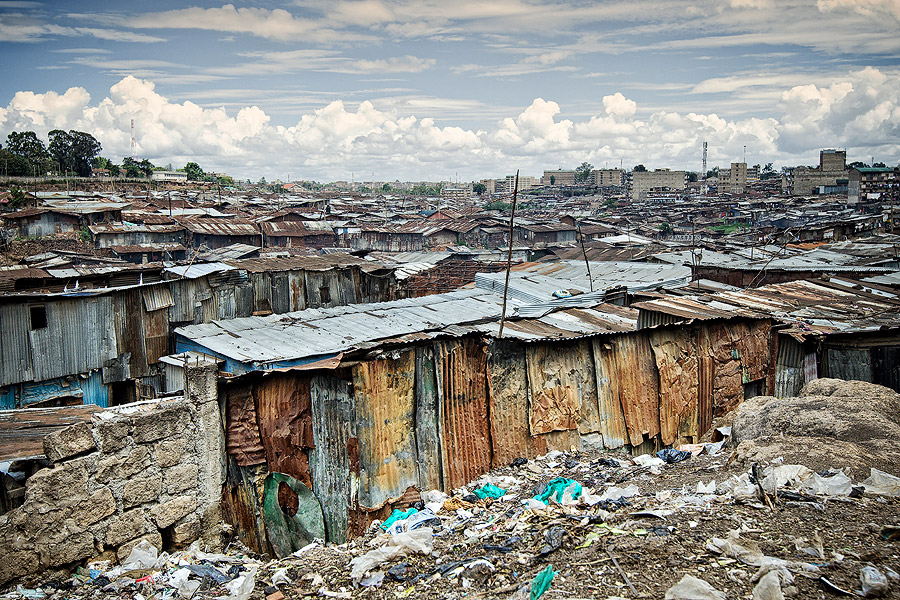
Quang cảnh khu ổ chuột ở Mathare Valley.

Mathare Valley là một phần của khu ổ chuột Mathare ở Kenya. Mathare Valley ở khu vực Nairobi. Các khu định cư không chính thức khác trong khu vực Nairobi bao gồm Huruma, Kiambiu, Korogocho, Mukuru và Kibera. Mathare Valley có mật độ dân số cao và cách trung tâm Nairobi vài km. Sông Mathare chảy trong thung lũng.